# Piattaforma di ghiaccio Swinburne

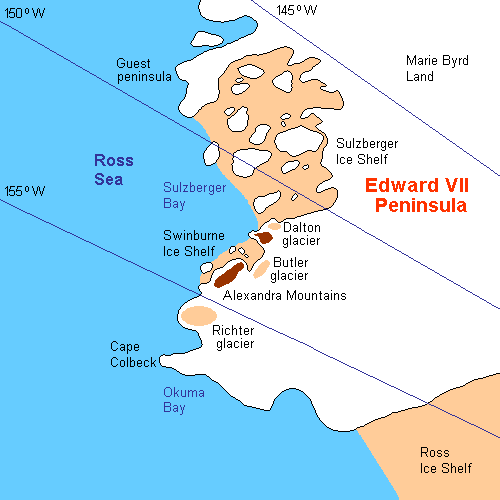
Mappa dell'area della piattaforma Swinburne.

La piattaforma di ghiaccio Swinburne è una stretta piattaforma glaciale situata a nord della penisola di Edoardo VII e dei Monti Alessandra e nella parte meridionale della baia di Sulzberger, nella parte della Terra di Marie Byrd che si sovrappone alla parte nord-orientale della Dipendenza di Ross, in Antartide. La piattaforma è lunga 36 km e larga 9 e si estende dall'isola Fisher alle isole White.

## Storia
La Swinburne fu fotografata e mappata per la prima volta durante la Spedizione Antartica Byrd, 1928-30, ma solo anni più tardi il Comitato consultivo dei nomi antartici (in inglese Advisory Committee on Antarctic Names), conosciuto anche come ACAN o US-ACAN, decise di darle l'attuale toponimo in onore del Capitano H. W. Swinburne, Comandante in capo della forza di supporto navale degli Stati Uniti d'America in Antartide durante l'operazione Deep Freeze nel 1970-71.